# Tüpfelscharbe

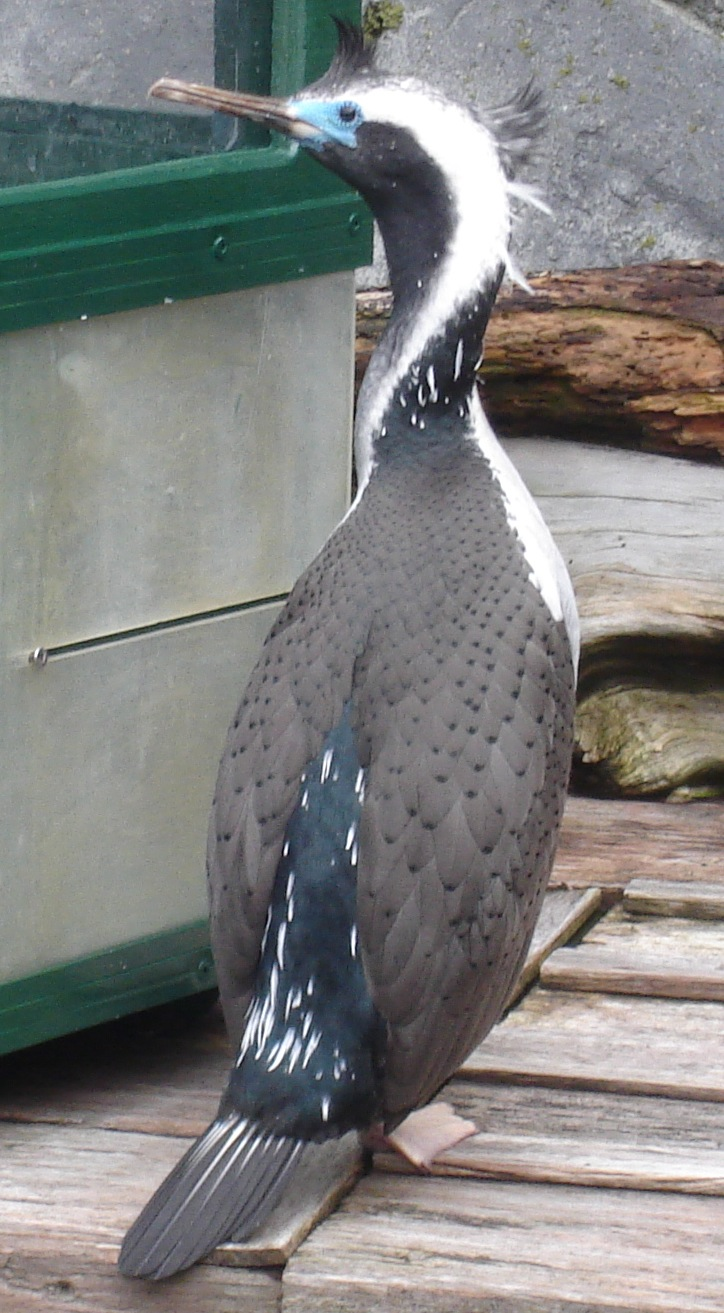
Tüpfelscharbe im Prachtkleid

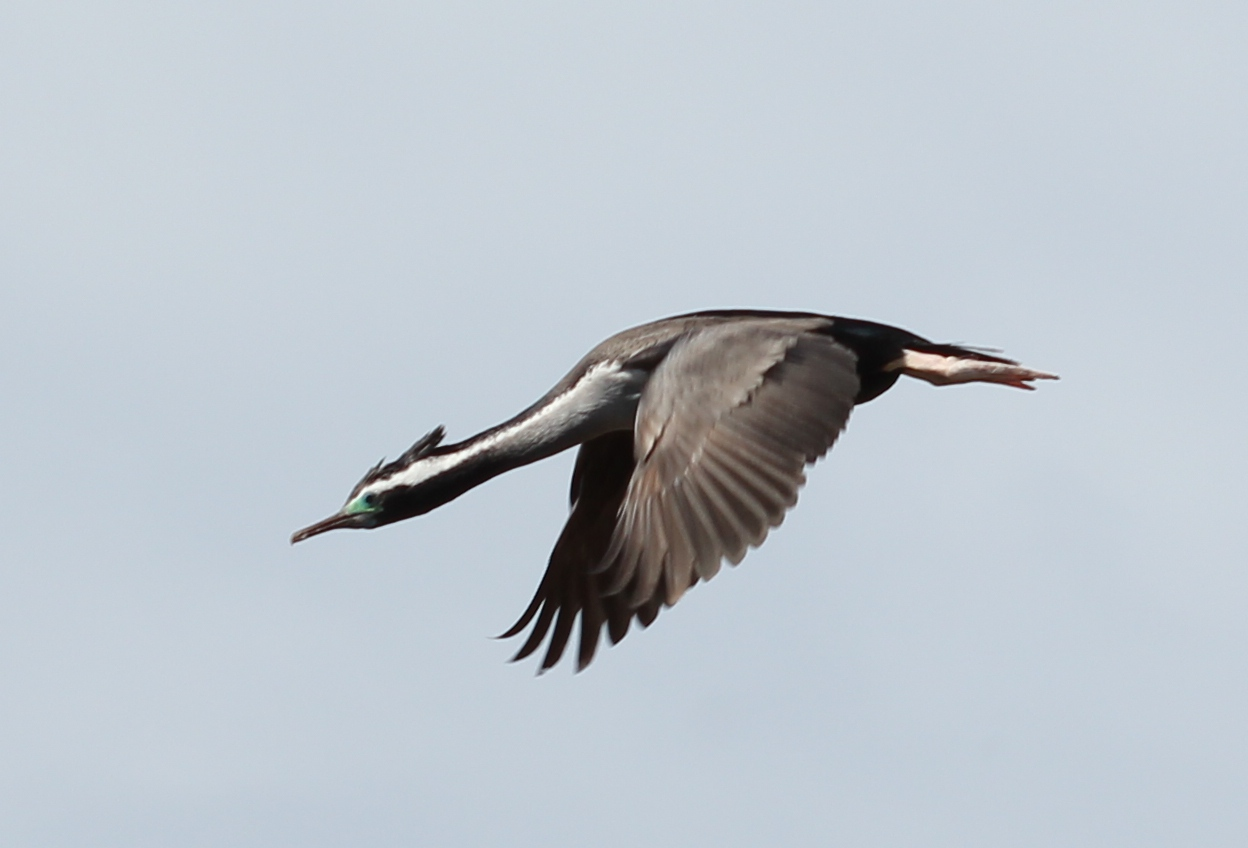
Flugbild

Die Tüpfelscharbe (Phalacrocorax punctatus) ist ein Vogel aus der Familie der Kormorane (Phalacrocoracidae), die ein untypisches, mehrfarbiges Gefieder besitzt, im Gegensatz zu den anderen Arten in dieser Familie. Die Tüpfelscharbe, die nur in Küstennähe lebt, ist an der Küste Neuseelands zu beobachten.
Die IUCN stuft die Tüpfelscharbe als nicht gefährdet (englisch least concern) ein.

## Erscheinungsbild
Die Tüpfelscharbe erreicht eine Körperlänge zwischen 64 und 74 Zentimeter. Die Flügelspannweite beträgt zwischen 91 und 99 Zentimeter. Tüpfelscharben wiegen zwischen 700 Gramm und 1,2 Kilogramm. Es besteht kein auffälliger Sexualdimorphismus. Der orangebraune Schnabel ist lang und schlank. Beine und Füße sind orange.
Im Prachtkleid sind Halsrücken, Hinterrücken und Bürzel glänzend grünlich-schwarz. Die Halsseiten und die Kehle sind schwarz, die Körperseite dagegen silbergrau und die Flügeldecken hellgrau und an den Federenden schwarz getupft. Von den Augen bis zu Schulter zieht sich ein weißes, gebogenes Band. Die Federn des Schopfes sind weiß und kräuseln sind an ihrem Ende. Die unbefiederte Gesichtshaut ist im Prachtkleid leuchtend blaugrün, der Kehlsack ist dunkelblau. Im Schlichtkleid ist das Gefieder matter. Der Federschopf ist weitgehend zurückgebildet. Das weiße Band, das sich im Prachtkleid von den Augen bis zu den Schultern zieht, ist weitgehend nicht mehr sichtbar. Die unbefiederte Gesichtshaut ist grün.
Jungvögel sind auf der Körperoberseite graubraun, die Federn auf dem Rücken den Flügeldecken haben dunkle Spitzen. Die Körperunterseite ist grauweiß bis cremefarben. Der Schnabel ist rötlich gelb. Die unbefiederte Gesichtshaut ist wie der Augenring gelb. Die Iris ist dunkelbraun und die Beine und Füße sind gelb.

## Verwechslungsmöglichkeiten
Die Tüpfescharbe ist auf Grund ihres schlanken Körperbaus und ihrem gräulichen Gefieder mit nur wenigen anderen Arten zu verwechseln. Die Warzenscharbe und die Stewartscharbe sind beide kräftiger gebaut. Auffallend ist vor allem ihr dickerer Hals und ihre kürzeren Flügel. Die ähnlich aussehende Pittscharbe kommt in neuseeländischen Gewässern nicht vor.

## Typische Verhaltensweisen
Die Tüpfelscharbe hält sich während der Nahrungssuche gewöhnlich zwei bis 16 Kilometer von der Küstenlinie auf offenem Meer auf. Gelegentlich sind sie jedoch auch während der Nahrungssuche in Meeresbuchten und in Flussmündungen zu sehen. An Land ist der Gang gewöhnlich ziemlich schnell, sie heben ihre Beine beim Gehen verhältnismäßig stark an, der Körper ist nur leicht nach vorne geneigt. Der Flug ist sehr schnell, Kopf und Hals sind im Flug weit nach vorne gestreckt. Trupps von Tüpfelscharben fliegen häufig in einer langen, leicht versetzten Linie oder in einer V-förmigen Formation. Generell sind Tüpfelscharben gesellige Vögel, die in kleinen Trupps nach Nahrung suchen, ruhen oder brüten.

## Lebensraum und Bestand
Die Tüpfelscharbe zählt zu den Seevögeln und kommt in den Küstengewässer der beiden neuseeländischen Hauptinseln sowie in den Gewässern rund um die Stewart Island vor. Der Verbreitungsschwerpunkt ist die neuseeländische Südinsel. Ihre Nahrung sucht die Tüpfelscharbe gewöhnlich in Gewässern, die mindestens eine Tiefe von zehn Metern aufweisen. Generell sind Tüpfelscharben standorttreue Vögel, die einzelne Rastplätze werden über mehrere Jahre nutzen. Vereinzelt werden jedoch beringte Vögel bis zu 500 Kilometer vom Beringungsort entfernt aufgefunden.
Der Bestand wurde gegen Ende des 20. Jahrhunderts auf 60.000 bis 150.000 Brutpaare geschätzt. Einzelne Brutkolonien sind durch Bejagung ausgelöscht wurden, es bestehen aber entlang der neuseeländischen Küste hunderte von Brutkolonien. In Küstenregionen, die von Menschen stark genutzt werden, geht der Bestand grundsätzlich etwas zurück.

## Lebensweise
Generell ist über die Lebensweise der Tüpfelscharbe sehr wenig bekannt. Es wird davon ausgegangen, dass Tüpfelscharben vor allem von kleinen Krustentieren und möglicherweise auch kleinen Fischen leben. Die Dauer der einzelnen Tauchgänge, die unmittelbar vor der Küste Neuseelands beobachtet wurden, betrugen im Durchschnitt 12 Sekunden; beobachtet wurden jedoch insgesamt nur 30 Tauchgänge. Nach Nahrung suchen sie einzeln oder in Trupps von bis zu 100 Individuen.
Die Tüpfelscharbe ist ein Koloniebrüter, die Brutkolonien umfassen zwischen 9 und 360 Nester. Sie nesten bevorzugt an felsigen Küstenabschnitten, die Nester werden auf Felsbändern errichtet. Sie sind dabei selten mit anderen Seevogelarten vergesellschaftet. Der Mestabstamd innerhalb der Brutkolonien beträgt etwa einen Meter. Die Nester werden aus Seealgen errichtet und haben einen äußeren Durchmesser von 64 Zentimeter. Am Nest wird während der Brutzeit weitergebaut, sobald die Nestlinge geschlüpft sind, werden diese Aktivitäten eingestellt. Da die Jungvögel Nestmaterial während ihrer Nestlingszeit entfernen, sind die Nester in der Regel nicht mehr vorhanden, wenn die Jungvögel zwei bis drei Wochen alt sind.
Die Gelege bestehen aus einem bis vier Eier. Diese sind elliptisch, haben eine raue Oberfläche und sind frisch gelegt von blassblauer Farbe. Das Legeintervall beträgt 48 Stunden. Beide Elternvögel sind an der Brut beteiligt. Frisch geschlüpfte Nestlinge sind nackt und haben die Augen geschlossen. Sie wiegen beim Schlupf etwa 40 Gramm, was etwa drei Prozent des Gewichts eines adulten Vogels entspricht. Die Augen öffnen sich erst in einem Alter von etwa drei Lebenstagen. In einem Alter von zwei Wochen ist der Körper mit Dunen bedeckt, Oberkopf und die Regionen unter den Flügel sind dagegen noch nackt. Mit 34 bis 38 Tagen wiegen sie mehr als die adulten Vögel, zum Zeitpunkt des Flüggewerdens sind sie noch geringfügig schwerer als der durchschnittliche adulte Vogel.
Der Bruterfolg ist bislang nur in wenigen Kolonien untersucht werden. Bei einer Brutkolonie in Otago betrug der Bruterfolg 1984 54,4 %: Aus 256 gelegten Eiern schlüpfte 185 Jungvögel und von diesen wurden 129 flügge. Im Jahr zuvor wuchs jedoch in dieser Brutkolonie kaum ein Jungvogel heran. Generell wächst in Nestern mit nur zwei Eiern mehr Jungvögel heran als in solchen, mit drei Eiern. Gelege, die im Oktober gelegt wurden, wiesen eine höhere Erfolgsrate auf als solche, die im September oder November gelegt wurden. Die Eier werden vor allem von der Silberkopfmöwe gefressen. Diese gelangen an die Eier, wenn die Tüpfelscharben auf Grund von Störungen ihre Nester verlassen.

## Belege

### Einzelbelege
1. ↑   Higgins, S. 838
2. ↑   Higgins, S. 839 und S. 840
3. ↑   Higgins, S. 839
4. ↑   Higgins, S. 840
5. ↑   Higgins, S. 840
6. ↑   Higgins, S. 841
7. ↑   Higgins, S. 842
8. ↑   Higgins, S. 842
9. ↑   Higgins, S. 842